# Venusia brevipectinata
Venusia brevipectinata là một loài bướm đêm trong họ Geometridae.